# Amblyopetalum coccineum
Oxypetalum coccineum é uma espécie de plantas com flores. Foi descrito pela primeira vez por August Heinrich Rudolf Grisebach. Oxypetalum coccineum pertence ao gênero Oxypetalum e à família Apocynaceae.
Este tipo de planta pode ser encontrado em:
- Argentina
  - Buenos Aires
  - Província de Catamarca
  - Província do Chaco
  - São Salvador de Jujuy
  - La Rioja (região)
  - Salta (capital da província da Argentina)
  - São Luís
  - Província de Tucumán
- sul do Brasil
  - Rio Grande do Sul (estado do Brasil)
- Uruguai

Não há tipos listados como este. 